# Mount Zion (Géorgie)
Pour les articles homonymes, voir Mount Zion.
Mount Zion est une ville américaine située dans le comté de Carroll, en Géorgie. Selon le recensement de 2020, sa population est de 1 766 habitants.